# Diva Las Vegas
«Diva Las Vegas»  — телеспецвыпуск, посвящённый концерту американской певицы и актрисы Бетт Мидлер. Премьера состоялась 18 января 1997 года на телеканале HBO, но из-за высоких рейтингов повторный показ состоялся уже 2 февраля того же года.
Спецвыпуск получил десять номинаций на прайм-таймовой премии «Эмми», одержав две победы, включая победу Бетт Мидлер за лучшее выступление в варьете или музыкальной программе. Также Мидлер получила премию American Comedy Awards как самая смешная актриса в телеспецвыпуске, а само шоу премию Awards Circuit Community Awards как лучший документальный фильм.

## Сет-лист
1. «Viva Las Vegas»
2. Opening Fanfare
3. «Friends»
4. «I Look Good»
5. «Miss Otis Regrets»
6. «Las Vegas»
7. «Spring Can Really Hang You Up the Most»
8. «Bed of Roses»
9. «The First Wives Club»
10. «You Don’t Own Me»
11. «The 70’s»
12. «The Rose»
13. «Burlesque — Pretty Legs (& Great Big Knockers)»
14. «Burlesque — Rose’s Turn»
15. «Las Vegas Interlude»
16. «Drinkin' Again/MacArthur Park/Infomercial/Call Me»
17. «Boogie Woogie Bugle Boy»
18. «Bigotry/Bridge Over Troubled Waters/In the Navy/The Greatest Love of All»
19. «New York, New York»
20. «Ukulele Lady»
21. «From a Distance»
22. «Do You Wanna Dance?»
23. «To Comfort You»
24. «Stay With Me»
25. «Wind Beneath My Wings»
26. «Cast Introductions»
27. «The Glory of Love»
28. Closing Credits

Сет-лист составлен в соответствии с разделами DVD. Саундтрек к этому фильму-концерту имеет другой трек-лист и намного короче по длине.

## Участники записи
| - Мишель Форман - Венди Паскуале - Карен Рассел - Натали Уэбб - Бобби Лайл — фортепиано и клавишные - Базз Фейтен — гитара - Дэнни Джейкоб — гитара - Реджи Хэмилтон — бас-гитара - Ларри Кон — Клавишные - Рейфорд Гриффин — Ударные - Ленни Кастро — перкуссия - Линн Мэбри — вокал - Кэрол Хэчетт — вокал - Мелани Тейлор — вокал - Рэй Энн Терио — вокал - Марк Шейман — дополнительная музыка | - Марти Коллнер — режиссёр, продюсер - Мадалин Минч — сценарист - Брюс Виланч — сценарист - Брюс Виленч — сценарист - Бонни Брукхаймер — исполнительный продюсер - Тони Бэзил — хореограф - Трой Оконевски — редактор - Джефф У’Рен — редактор - Роберт де Мора — художник-постановщик, дизайнер костюмов |

## Сертификации и продажи
| Регион                                                      | Сертификация  | Продажи |
| ----------------------------------------------------------- | ------------- | ------- |
| Австралия (ARIA)                                            | 2× Платиновый | 30 000^ |
| ^ Данные о тиражах приведены только на основе сертификации. |               |         |